# Glencoe (Umzinyathi)
Glencoe is een plaats in de Zuid-Afrikaanse provincie KwaZoeloe-Natal.
Glencoe telt ongeveer 17.500 inwoners en is gesticht in 1903.

## Subplaatsen
Het nationaal instituut voor de statistiek, Stats SA, deelt sinds de census 2011 deze hoofdplaats in in 3 zogenaamde subplaatsen (sub place):
Glencoe SP • Shroeders Hope • Sithembile.